# 薄蒴草属
薄蒴草属（学名：Lepyrodiclis）是石竹科下的一个属，为披散草本植物。该属共有3种，分布于西亚。